# Maława
Maława – niestandaryzowana nazwa przysiółka wsi Kowale w Polsce, położona w województwie mazowieckim, w powiecie płońskim, w gminie Baboszewo.
Dawniej odrębna wieś i gromada w gminie Strożęcin w powiecie płońskim. W XIX wieku liczyła 55 mieszkańców.
W latach 1975–1998 miejscowość administracyjnie należała do województwa ciechanowskiego.